# Lijst van presidenten van Tadzjikistan
Dit is een lijst van presidenten van Tadzjikistan.

## Beknopt overzicht
| 1991 | Onafhankelijkheid (Republiek Tadzjikistan) |

## Staatshoofden van Tadzjikistan (1990-heden)

### Presidenten (1990-1992)
| Nr. | President              | President                               | Ambtstermijn                         | Partij | Partij | Verkiezing |
| --- | ---------------------- | --------------------------------------- | ------------------------------------ | ------ | ------ | ---------- |
| 1   |                        | Qahhor Mahkamov (1932-2016)             | 30 november 1991 - 31 augustus 1991  | KPT    |        |            |
| 1   | Afgetreden             | Qahhor Mahkamov (1932-2016)             |                                      | KPT    |        |            |
| -   |                        | Qadriddin Aslonov (1947-1992) Interim   | 31 augustus 1991 - 23 september 1991 | KPT    |        |            |
| 2   |                        | Rahmon Nabijev (1x) (1930-1993)         | 23 september 1991 - 6 oktober 1991   | KPT    |        |            |
| 2   | Afgetreden             | Rahmon Nabijev (1x) (1930-1993)         |                                      | KPT    |        |            |
| -   |                        | Akbarsjo Iskandarov (1x) (1951) Interim | 6 oktober 1991 - 2 december 1991     | KPT    |        |            |
| (2) |                        | Rahmon Nabijev (2x) (1930-1993)         | 2 december 1991 - 7 september 1992   | KPT    |        | 1991       |
| (2) | Afgetreden onder dwang | Rahmon Nabijev (2x) (1930-1993)         |                                      | KPT    |        | 1991       |
| -   |                        | Akbarsjo Iskandarov (2x) (1951) Interim | 7 september 1992 - 20 november 1992  | KPT    |        |            |

### Voorzitter van de Opperste Raad (1992-1994)
| Nr. | Voorzitter | Voorzitter               | Ambtstermijn                        | Partij        | Partij |
| --- | ---------- | ------------------------ | ----------------------------------- | ------------- | ------ |
| -   |            | Emomalii Rahmanov (1952) | 20 november 1992 - 16 november 1994 | Onafhankelijk |        |

### President (1994-heden)
| Nr. | President | President               | Ambtstermijn             | Partij      | Partij | Verkiezing |
| --- | --------- | ----------------------- | ------------------------ | ----------- | ------ | ---------- |
| 3   |           | Emomalii Rachmon (1952) | 16 november 1994 - heden | HXDT (1998) |        | 1994       |
| 3   | 1999      | Emomalii Rachmon (1952) | 16 november 1994 - heden | HXDT (1998) |        |            |
| 3   | 2006      | Emomalii Rachmon (1952) | 16 november 1994 - heden | HXDT (1998) |        |            |
| 3   | 2013      | Emomalii Rachmon (1952) | 16 november 1994 - heden | HXDT (1998) |        |            |
| 3   | 2020      | Emomalii Rachmon (1952) | 16 november 1994 - heden | HXDT (1998) |        |            |